# Sysmä kyrka
Sysmä kyrka (finska: Sysmän kirkko) eller Sankt Olavs kyrka (finska: Pyhän Olavin kirkko) är en medeltida kyrka belägen i Sysmä i Finland. Kyrkan är döpt efter den norska vikingakungen Sankt Olav (995-1022). Kyrkan är byggd i vitkalkad gråsten och bränt lertegel. 
Sysmä kyrksocken har avskilts från Hollola i slutet av 1300-talet. Den nämns första gången 1442. I början av 1400-talet avskildes Jämsä och Padasjoki kapell från Sysmä. I början av 1500-talet skildes Koskipää (Hartola) kapell (Gustav Adolfs) från Sysmä.
Efter att kyrkans norra och södra väggar revs åren 1833-1834 är öst- och västgavlarna det som finns kvar av kyrkans ursprungliga delar. Demonteringen skedde i samband med att kyrkan byggdes om till en korskyrka.
Målningar och statyer inuti kyrkan härstammar från katolsk tid.

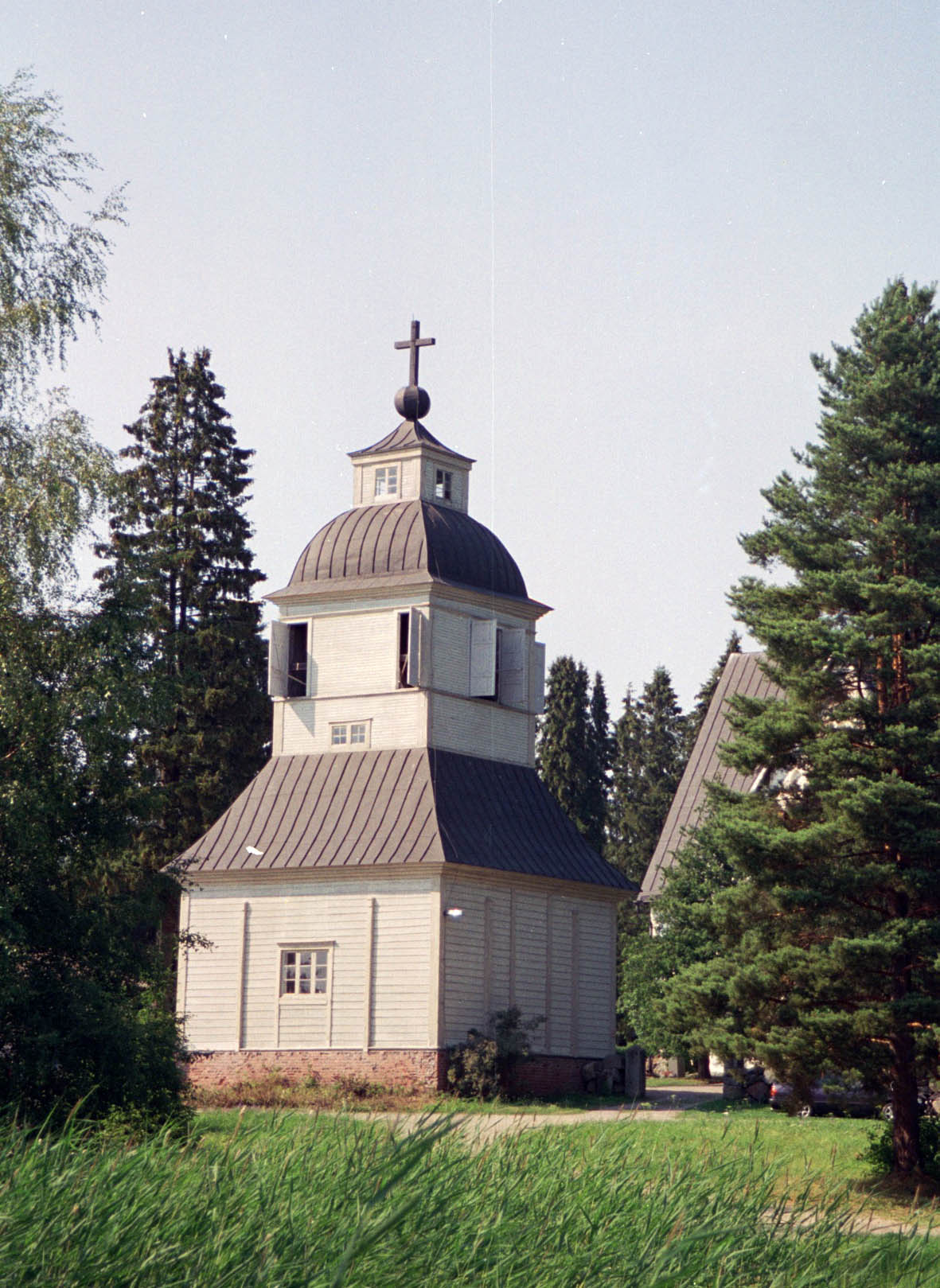
Klockstapel